# 大久保浄水場

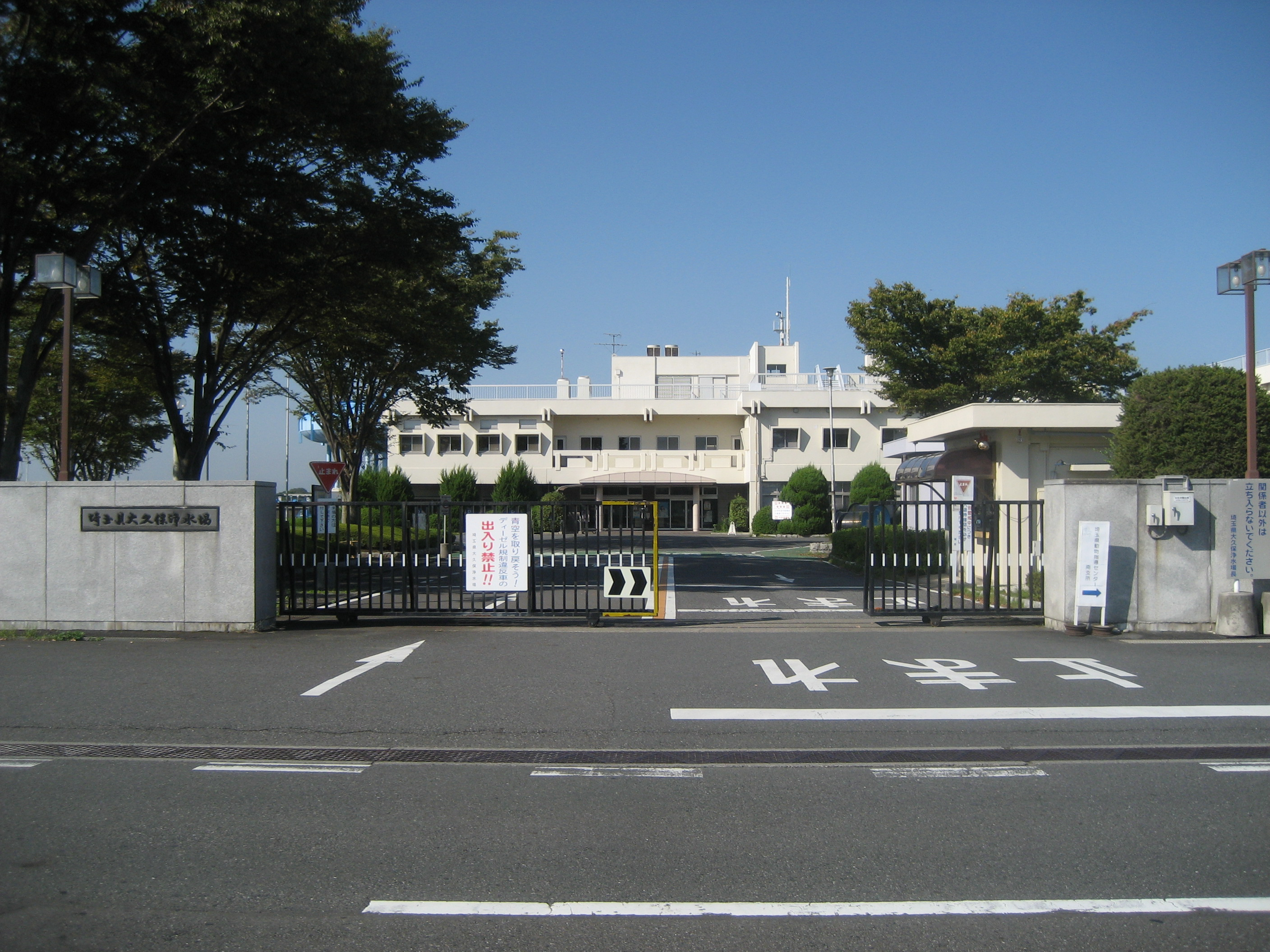
大久保浄水場正門

大久保浄水場（おおくぼじょうすいじょう 英: Ookubo Purification Plant）は、埼玉県さいたま市桜区宿にある埼玉県企業局の県営浄水場。供給する水道水は、県南中央地域及び県西部区域15市1町の約380万人に利用されている。
昭和の高度経済成長期に、人口の急増する埼玉県南部の需要に対応するため、県庁所在地であった旧浦和市郊外の大久保地区に浄水場が建設されることが決まった。取水源となる荒川に近く、まとまった土地が確保できたからである。その後、水源の逼迫する県西地域への供給を開始するために施設が拡張され、さいたま市となった現在では、1日最大給水量130万立方メートルの施設能力を有する国内最大級の基幹浄水場となっている。さいたま市水道局（旧・埼玉県南水道企業団）や川口市水道局は浄水場建設前は地下水を利用していたが、完成後はほぼ大久保浄水場の水を受水し、配水するようになった。

## 概要
- 1964年（昭和39年）3月 - 着工[1]
- 1968年（昭和43年）4月 - 給水開始[1]

施設能力
- 最大給水能力 水道用水:130万立方メートル/日、工業用水:9.3万立方メートル／日
- 送水管路延長 349キロメートル
- 敷地面積 475,920平方メートル

- 給水対象: さいたま市（岩槻区を除く）、川越市、川口市、所沢市、飯能市、狭山市、蕨市、戸田市、入間市、朝霞市、志木市、和光市、新座市、富士見市、ふじみ野市、三芳町[1]

## 設備

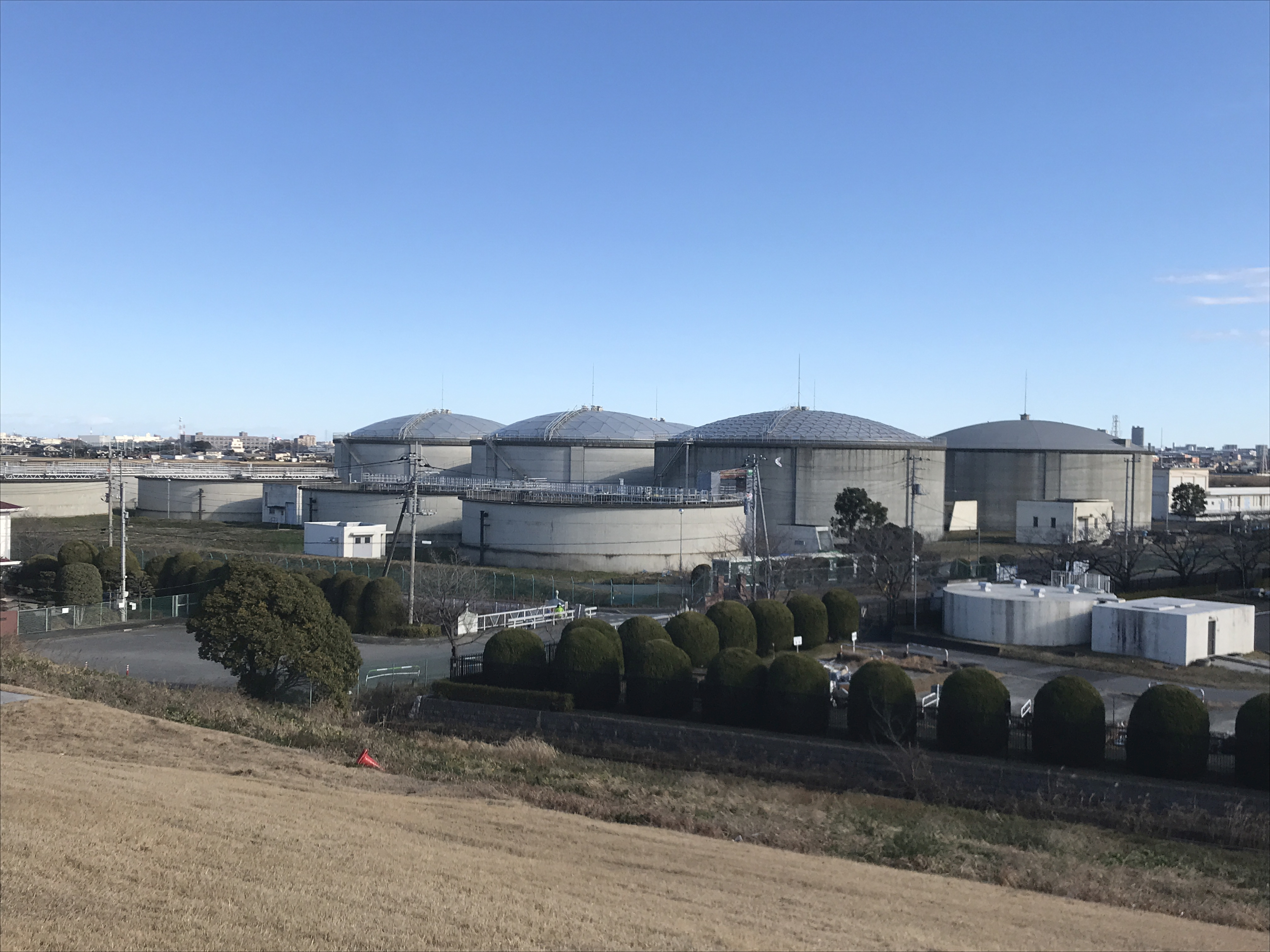
奥に4つ見える蓋つきの円筒がPC浄水池。手前に3つ並ぶのが分水井。2020年撮影

- 取水口 - 水道用水:2個所 工業用水:1個所[1]
- 沈砂池 - 4池[1]
- 取水ポンプ - 水道用水:11個所 工業用水:6個所[1]
- 分水井（着水井） - 水道用水:2井 工業用水:1井[1]
- 急速撹拌池 - 水道用水:19池 工業用水:2池[1]
- フロック形成池 - 水道用水:39池 工業用水:5池[1]
- 沈殿池 - 水道用水:39池 工業用水:5池[1]
- 急速濾過池 - 86池[1]
- 浄水（配水）池 - 水道用水:10池 工業用水:2池[1]
- PC浄水池 - 6池[1]
- 送水（配水）ポンプ - 水道用水:27台 工業用水:6台[1]
- 中継ポンプ所 - 1か所[1]